# Shameik Moore
Shameik Moore (Atlanta, 4 maggio 1995) è un attore, rapper e ballerino statunitense.
È noto al pubblico grazie alla recitazione da protagonista in Dope - Follia e riscatto e in The Get Down.

## Biografia

### Cinema e televisione
Nato ad Atlanta da genitori di origini giamaicane, Moore ha iniziato la sua carriera in piccoli ruoli in spettacoli come in House of Payne, Reed Between the Lines e Joyful Noise - Armonie del cuore.
Nel 2015 ha partecipato come protagonista in Dope - Follia e riscatto, film che fu presentato al Sundance Film Festival 2015 e in cui partecipò anche il noto rapper A$AP Rocky.
Dal 2016 entra nel cast principale della serie Netflix The Get Down, interpretando Shaolin Fantastic.
Nel 2019 partecipa al film Let It Snow - Innamorarsi sotto la neve.

### Musica
Nel 2012 ha inoltre debuttato come cantante partecipando a I Am Da Beat, singolo di DJ Greg Street.
Il 14 giugno 2015 ha invece pubblicato il suo primo mixtape '30058.

## Filmografia

### Cinema
- Joyful Noise - Armonie del cuore (Joyful Noise), regia di Todd Graff (2012)
- Dope - Follia e riscatto (Dope), regia di Rick Famuyiwa (2015)
- Acque buie (Cut Throat City), regia di RZA (2020)

### Doppiatore
- Spider-Man - Un nuovo universo, (Spider-Man: Into the Spider-Verse), regia di Peter Ramsey (2018)
- Spider-Man: Across the Spider-Verse, regia di Joaquim Dos Santos, Kemp Powers e Justin K. Thompson (2023)

### Televisione
- The Get Down - serie TV, 11 episodi (2016-2017)
- Let It Snow - Innamorarsi sotto la neve (Let It Snow), regia di Luke Snellin (2019)

## Doppiatori italiani
Nelle versioni in italiano dei suoi film Shameik Moore è stato doppiato da:
- Flavio Aquilone in Dope - Follia e riscatto
- Emanuele Ruzza in The Get Down
- Luca Mannocci in Let It Snow - Innamorarsi sotto la neve

Da doppiatore è sostituito da:
- Tommaso Di Giacomo in Spider-Man - Un nuovo universo, Spider-Man: Across the Spider-Verse

## Discografia

### Singoli
- 2015 : '30058

### Singoli come artista partecipante
- 2012 : I Am Da Beat (Dj Greg Street feat. Shameik Moore)